# 盧文氏樹蛙
盧文氏樹蛙（學名：Liuixalus romeri），又名盧氏小樹蛙、羅默劉樹蛙或羅默氏小樹蛙，是一種樹蛙科動物，為香港的特有物種，全球分佈狹窄，只發現於赤鱲角（香港國際機場施工前，現已被全數運送至南丫島）、大嶼山及蒲台島、南丫島等地。盧文氏樹蛙身體短小，雄蛙平均長度只有1.5厘米，雌蛙稍大，亦只有2.5厘米。盧文氏樹蛙於1952年在南丫島被首次發現。盧文氏樹蛙保護色體色不顯眼，完全融入自然環境以掩飾行蹤，難讓敵人發現。

## 特徵
在香港的23種蛙類及蟾蜍中以盧文氏樹蛙的體積最細小。雌性體型比雄性略大。身體腹部白色，背部呈棕色，而有交叉斑紋，可作為保護色，佈滿痣粒。兩眼中間有一道黑帶紋。尖吻，有明顯鼓膜。幼長的後肢有多條黑色帶紋，足趾有小吸盤。

## 發現
盧文氏樹蛙是由爬蟲學家約翰·盧文先生（John D. Romer，1920－1982）在1952年於香港南丫島一個山洞中發現這種樹蛙。1953年，山洞倒塌後被認為已經絕種。1984年，盧文氏樹蛙再度在南丫島出現。後來有人在大嶼山、赤鱲角及蒲台島等地發現牠們蹤影。

## 保護
世界自然基金會收集了一些盧文氏樹蛙，飼養在香港大學，並送往澳洲的墨爾本皇家動物園和德國的柏林動物園進行人工飼養和繁殖，再送回香港，但只有墨爾本皇家動物園成功繁殖。香港政府亦聯同嘉道理農場暨植物園等進行遷地保育，在選定的八個遷地保育區釋放盧文氏樹蛙。
漁農自然護理署亦於2002年展開盧文氏樹蛙持續監察計畫。
2004年被世界自然保護聯盟（IUCN）列入瀕危。在香港，盧文氏樹蛙受《野生動物保護條例》保護。

## 分類學
科學界對盧文氏樹蛙的屬性曾有爭議，Bossuyt 和 Dubois 認為這個種類屬於跳樹蛙屬（Chirixalus），而不是小樹蛙屬（Philautus），而現時盧文氏樹蛙被列入2008年所建立的劉樹蛙屬（Liuixalus）中。

## 外部連結
维基共享资源上的相關多媒體資源：盧文氏樹蛙